# Fort-Liberté
Fort-Liberté (în creola haitiană Fòlibète) este un oraș din Haiti. 

## Istorie
A fost fondată în 1578 de spaniolii care l-au numit Bayaha. În secolul al XVII-lea, pirații foloseau insulițele portului ca bârlog în timpul vânătorii pe uscat. După Tratatul de la Rijswick din 1697, prin care Spania a recunoscut ocuparea de către Franța a părții de vest a insulei Hispaniola, Joseph d'Honon de Gallifet, guvernatorul insulei La Tortue, a instalat în Bayaha soldați destituiți din garnizoana Cap-Français, făcând din zonă un post de observație împotriva spaniolilor. Acolo se dezvoltă mai multe manufacturi de zahăr și indigoterii. La 8 august 1730, Étienne de Chastenoye, guvernatorul insulei Sainte-Croix, a pus prima piatră a unui fort: în 1732 fortul și orașul Bayaha au luat numele de Fort-Dauphin, drept omagiu adus delfinului Louis, fiul regelui Ludovic al XV-lea.
Prima proclamare a independenței statului Haiti a fost făcută la Fort-Dauphin, la 29 noiembrie 1803, de către Dessalines, Henri Christophe și Clervaux, la câteva zile după bătălia de la Vertières.
Sub domnia regelui Henri I, a primit numele de Fort-Royal, în anul 1811. Denumirea actuală, Fort-Liberté, a fost reprimită în anul 1820.
Face parte din câmpiile de nord, fief istoric al plantatorilor albi, al fugarilor negri, al armatei negre a lui Toussaint Louverture, și al rebelilor antiamericani, în cursul ocupației din anii 1930.

## Geografie
Orașul Fort-Liberté este centrul de reședință al departamentului  Nord-Est al Republicii Haiti, numit în creola haitiană: Nòdès. Departamentul Nord-Est este unul dintre cele zece departamente ale Republicii Haiti. Departamentul Nord-Est se învecinează, la nord cu Oceanul Atlantic, la est cu Republica Dominicană. 
Fort-Liberté este și centrul de reședință al arondismentului cu același nume.

## Patronul orașului
Sfântul patron al orașului este Sf. Iosif, sărbătorit la 19 martie. 

## Personalități
- Vincent-Marie Viénot, conte de Vaublanc, om politic, scriitor francez, regalist.